# Jean-Claude Mouliom
Jean-Claude Mouliom (...) è un giocatore di football americano francese che gioca come defensive tackle per i Flash de La Courneuve.

## Palmarès
- 1 Europeo (2018)